# АГОВВ
АГОВВ (нидерл. AGOVV) — нидерландский футбольный клуб из города Апелдорн. Клуб был основан 25 февраля 1913 года. Домашние матчи команда проводит на стадионе «Спортпарк Берг и Бос», его вместимость составляет 3 330 зрителей.
В сезоне 2012/13 «Апелдорн» выступал в Первом дивизионе Нидерландов. Из-за финансовых проблем клуб был лишен профессионального статуса и сослан в любительский второй класс (6-й дивизион). Профессиональный статус команда носила с 1954 по 1971 годы, и с 2003 по 2013.
В сезоне 2016/17 команда выступала во втором любительском классе.

## История
Клуб был основан 25 февраля 1913 года под называнием AGOSV (Apeldoornse Geheel Onthoudersvoetbalvereniging Steeds Voorwaarts). Когда клуб присоединился к футбольной ассоциации Гелдерланда, клубу пришлось изменить свое название, потому что там уже был клуб под названием «Steeds Voorwaarts». Так команда получила название AGOVV (Apeldoornse Geheel Onthouders Voetbalvereniging), что расшифровывалось как «Футбольный клуб трезвенников из Апелдорна». Позже значение аббревиатуры было изменено на Alleen Gezamenlijk Oefenen Voert Verder («Лишь тренируясь вместе, мы движемся вперед»).